# دریاچه آلتین‌عصر
دریاچه آلتین‌عصر (عصر طلایی) (به ترکمنی: Altyn Asyr köli، آلتیٛن‌عاصیٛر کؤلی) دریاچه‌ای دست‌ساز است که پروژه ساخت آن در بیابان قره‌قوم در ترکمنستان آغاز شده‌است.
این دریاچه در شمال غربی ترکمنستان و در نقطه اتصال استان‌های آخال، بلخان و داش‌اغوز و در منطقه آق‌یایلا قرار گرفته است و از شبکه کانال‌هایی به طول ۲۶۵۰ کیلومتر تأمین آب خواهد شد. آب این کانال‌ها قرار است دشت چاله‌ای قراشور را پر کرده و تبدیل به دریاچه کند.
پروژه این دریاچه در سال ۲۰۰۰ آغاز شد و فاز اول آن در سال ۲۰۰۹ توسط قربان‌قلی بردی‌محمدف رئیس جمهور ترکمنستان گشایش یافت.
این دریاچه مصنوعی ۱۰۰ کیلومتر طول و ۲۰ کیلومتر عرض دارد و قرار است آب‌های زه‌کشی بسیاری از مناطق ترکمنستان به این دریاچه ریخته شود. این آب‌ها تاکنون در مناطق مختلف رها گشته و باعث آلوده شدن و تخریب بخشی از محیط زیست منطقه شده بود. احداث کانال‌های انتقال آب به این دریاچه به طرف هر پنج استان کشور در حال احداث است.
جمع‌آوری آب زه‌کشی در دو مسیر انجام می‌شود. خط گردآوری آب داش‌اغوز ۴۳۲ کیلومتر طول دارد که نیمی از مسیر آن در بستر رودخانه قدیمی اوزبای قرار می‌گیرد و مسیر دوم معروف به «خط گردآوری بزرگ ترکمن» از استان لب آب آغاز می‌شود و ۷۲۰ کیلومتر درازا دارد.
پس از پایان کار، بیشینه ژرفای این دریاچه ۷۰ متر و حجم آب آن بیش از ۱۳۰ کیلومتر مکعب خواهد بود. مساحت رویه دریاچه نیز دو هزار کیلومتر مربع خواهد بود. پر کردن این دریاچه ۱۵ سال به‌درازا خواهد انجامید و چهار و نیم میلیارد دلار هزینه دارد.

## امتیازات و انتقادها
طرفداران اجرای این پروژه بر این باورند که با ساخت این دریاچه زمین‌های این بخش از قره‌قوم برای کشاورزی مناسب شده و حیات گیاهی و جانوری آن تغییر خواهد یافت. مخالفان معتقدند که با تبخیر زیاد آب در این بیابان، سموم کشاورزی که از طریق کانال‌ها به این دریاچه می‌آید در طبیعت رها خواهد شد.